# Wiener Sport-Club
Wiener Sport-Club of kortweg WSC is een Oostenrijkse sportclub uit de hoofdstad Wenen en is de oudste sportclub van het land.

## Geschiedenis

### Voetbal
Op 24 februari 1893 werd de Wiener Cyclistenclub opgericht. In 1907 fusioneerde de club met de Wiener Sportvereinigung en werd zo Wiener Sport-Club. Er werden vele sporten beoefend maar na de oprichting van de voetbalafdeling in 1898 domineerde het voetbal vooral. In het eerste Oostenrijkse kampioenschap in 1911/12 werd de club vice-kampioen achter Rapid Wien.
De Eerste Wereldoorlog liet zware sporen na, bijna het hele elftal werd het leger ingestuurd. Toch kon de club zich herstellen en werd kampioen in 1922. De glorietijd van de club was er echter in de jaren 50 en 60. Er werden twee titels behaald. Op 1 oktober 1958 schreef de club Oostenrijkse voetbalgeschiedenis. Nadat in de Europacup I WSC met 3-1 verloren had van Juventus FC won de club thuis met 7-0. Dit was de zwaarste nederlaag ooit voor een Italiaanse club in Europa.
In de jaren 60 speelde de club nog verschillende keren Europees in de Jaarbeursstedenbeker.
In het seizoen 1993/94 degradeerde de club uit de hoogste afdeling en kreeg het te kampen met financiële problemen. In 2002 scheidde de voetbalclub zich van de sportvereniging af en speelde verder als Wiener Sportklub. Vijftien jaar later werd deze club weer opgenomen in WSC. Sindsdien speelt Wiener Sport-Club in de Regionalliga, het hoogste amateurniveau.

## Erelijst
- Landskampioen

1922, 1958, 1959
- Beker

Finalist:1937, 1938, 1969, 1972, 1977
- Challenge Cup

Winnaar: 1905
Finalist: 1909, 1910

## In Europa
Wiener Sport-Club speelt sinds 1955 in diverse Europese competities. Hieronder staan de competities en in welke seizoenen de club deelnam:
- Europacup I (2x)

1958/59, 1959/60
- UEFA Cup (1x)

1979/80
- Jaarbeursstedenbeker (7x)

1964/65, 1965/66, 1966/67, 1967/68, 1968/69, 1969/70, 1970/71
- Mitropacup (6x)

1955, 1959, 1960, 1966, 1968, 1969